# Paul Stanley (ator)
Paul Stanley Durruty (Cidade do México, 20 de setembro de 1985) é um ator e apresentador mexicano. Paul é irmão da atriz Renata Notni.

## Carreira
Em 2008, faz sua primeira participação na televisão, na série Central de abasto.
Em 2009, participa da telenovela Camaleones, onde interpretou Rolando Rincón. Compartilhou cenas com Belinda, Alfonso Herrera, Edith González, Guillermo García Cantú.
Em 2010, participa de Soy tu dueña, onde interpretou a Timoteo.
Em 2012, participa de Un refugio para el amor interpretando Aldo San Emeterio Fuentes-Gil.
Em 2013, participa de Porque el amor manda.
Entre 2014 e 2015 foi um dos apresentadores do programa Sábado gigante.
Em 2015 participa de Amor de barrio, interpetando Gabriel Madrigal. Compartilhando cenas com Renata Notni, Mane de la Parra, Alejandra García, Pedro Moreno, Julieta Rosen, Marisol del Olmo.
Atualmente é apresentador dos programas Hoy e Amor-didas.

## Filmografia

### Telenovelas
- Sueño de amor (2016) .... Adán Tenorio
- Amor de barrio (2015) .... Gabriel Madrigal Bernal[1]
- Porque el amor manda (2013) .... Melquíades Quijano
- Un refugio para el amor (2012) .... Aldo San Emeterio Fuentes-Gil
- Soy tu dueña (2010) .... Timoteo
- Camaleones (2009) .... Rolando Rincón

### Séries
- Central de abasto (2008) .... Paco
- Cásate conmigo, mi amor (2013) .... Emilio

### Teatro
- Pinocho (2004)
- No puedo (2006)
- Don Juan Tenorio (2006)
- Perfume de gardenias (2012)
- La caja (2012)
- Aventurera (2013)
- El Tenorio cómico (2014)
- El Secuestro de la Cuquis (2015-2016)
- Standofilia Stand up comedy (2016)

### Como apresentador
- Amor-didas (2013-presente)
- Hoy (2017-presente)
- México suena de noche (2013)
- Despierta América (2014)[2]
- Sábado Gigante (2014-2015)

## Prémios

### TVyNovelas
| Ano  | Categoria                  | Telenovela     | Resultado |
| ---- | -------------------------- | -------------- | --------- |
| 2011 | Melhor Revelação Masculina | Soy tu dueña   | Venceu    |
| 2015 | Melhor Ator Juvenil        | Amor de barrio | Indicado  |